# Putung

Putung (Pudong) elhelyezkedése

Putung  (egyszerűsített kínai: 浦东, tradicionális kínai: 浦東, pinyin: Pǔdōng) Sanghaj egyik kerülete. A Huangpu-folyó keleti oldalán fekszik, az választja el Sanghaj városközpontjától. A város legnagyobb közigazgatási területe, határait 1993-ban jelölték ki.
1990-ben kezdték meg az itteni nyitott gazdasági zóna fejlesztését. Számos felhőkarcoló épült a városnegyedben, a leghíresebbek az Oriental Pearl Tower, a Jin Mao Tower, a Shanghai World Financial Center és a Shanghai Tower.
Putung területe 522,8 négyzetkilométer, lakossága 3,1 millió fő.

## Képek

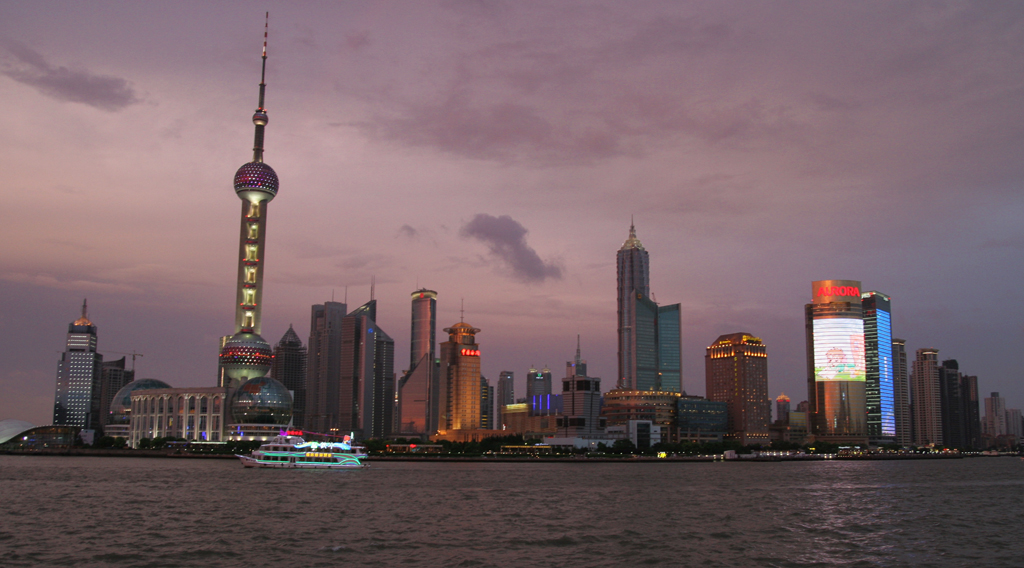
Putung sziluettje este
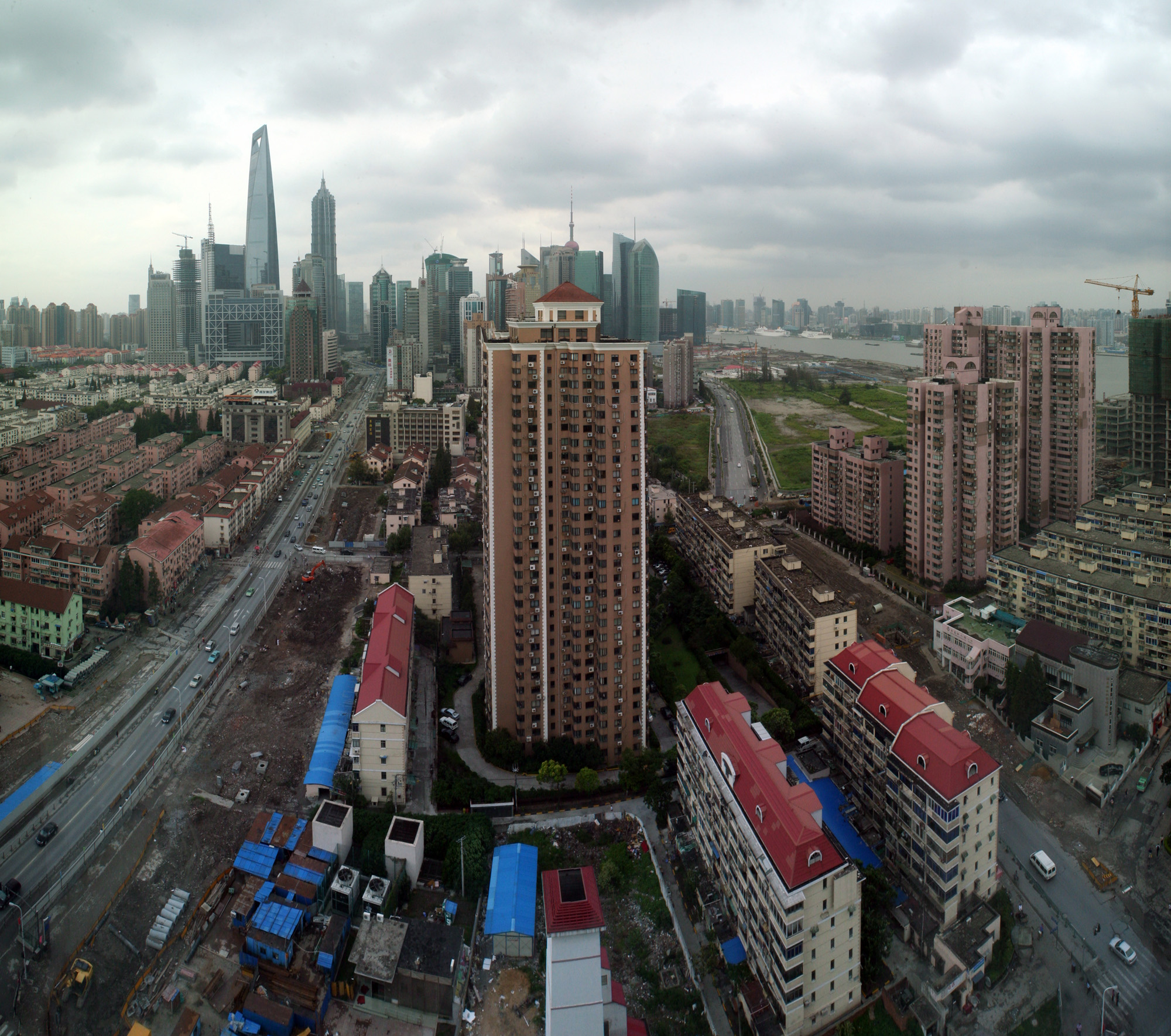
Putung panorámája keletről
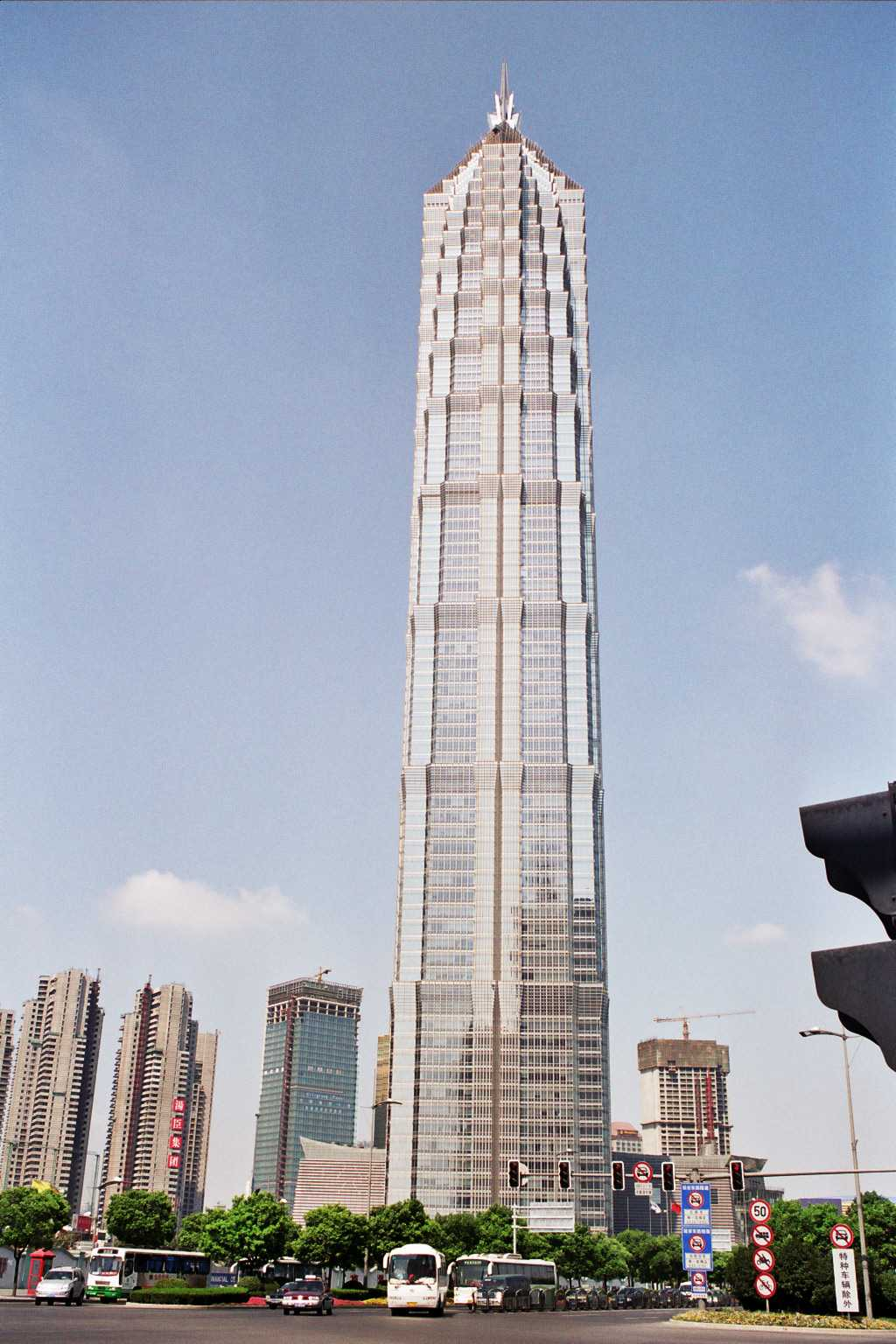
A Jin Mao Tower
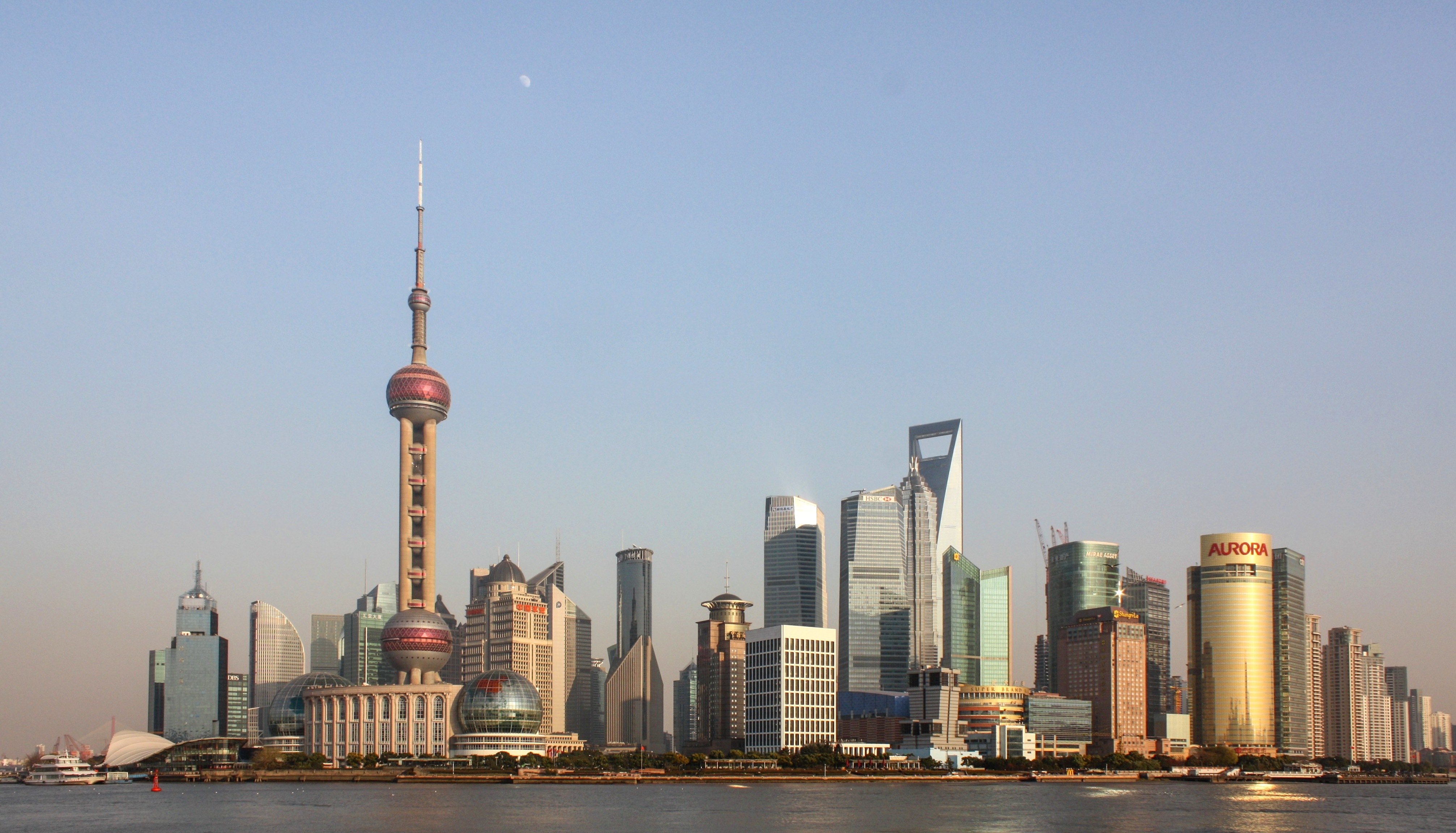
Putung a Bund felől
- Putung este (video)
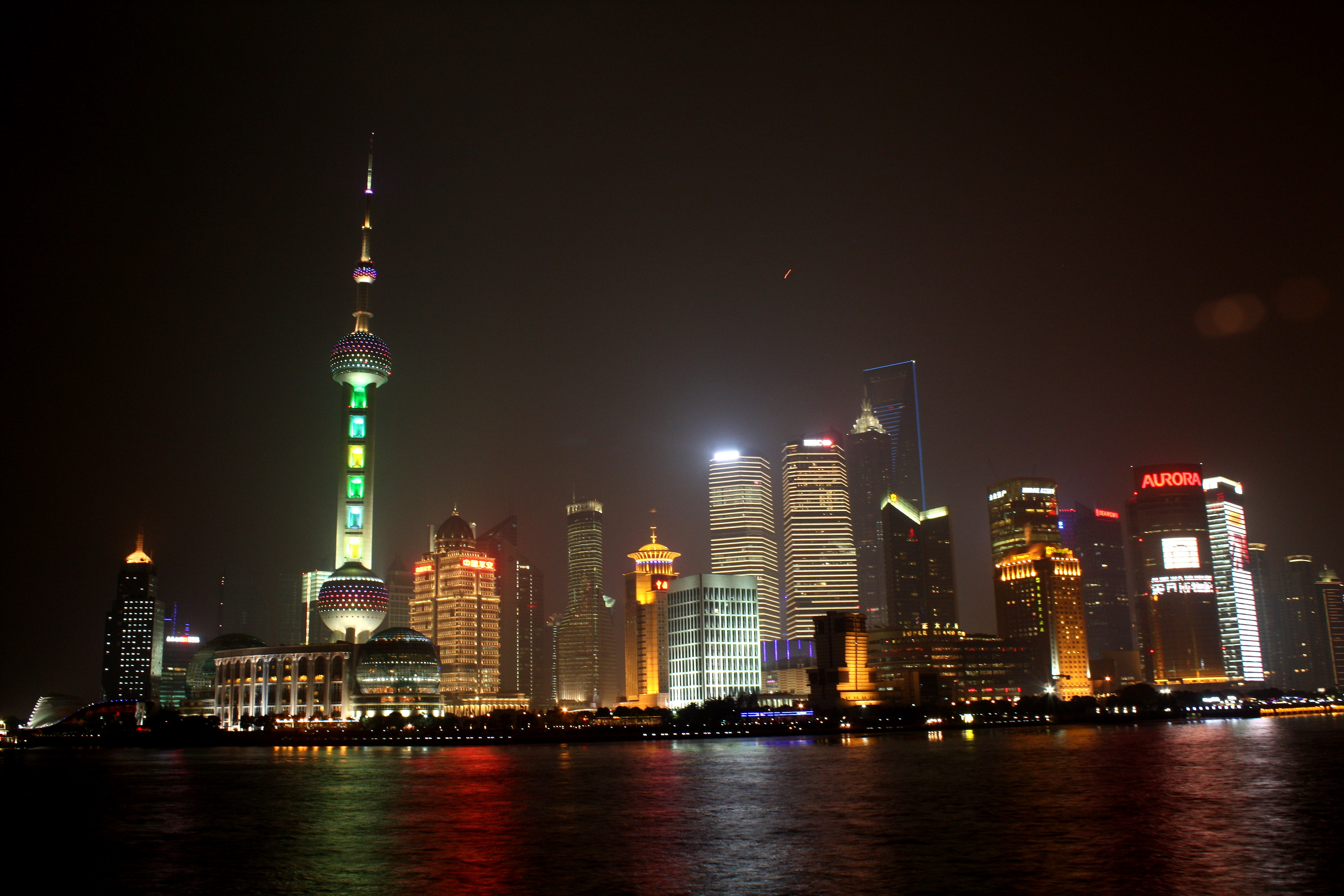
Putung este a Oriental Pearl Towerrel
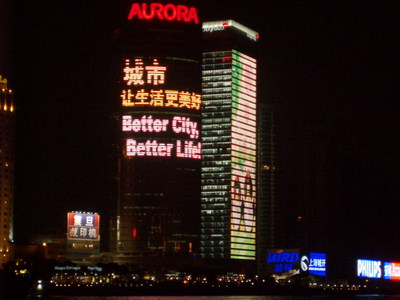
A Huangpu folyó este. A felirat: “Jobb város, jobb élet” – az Expo 2010-nek volt a mottója
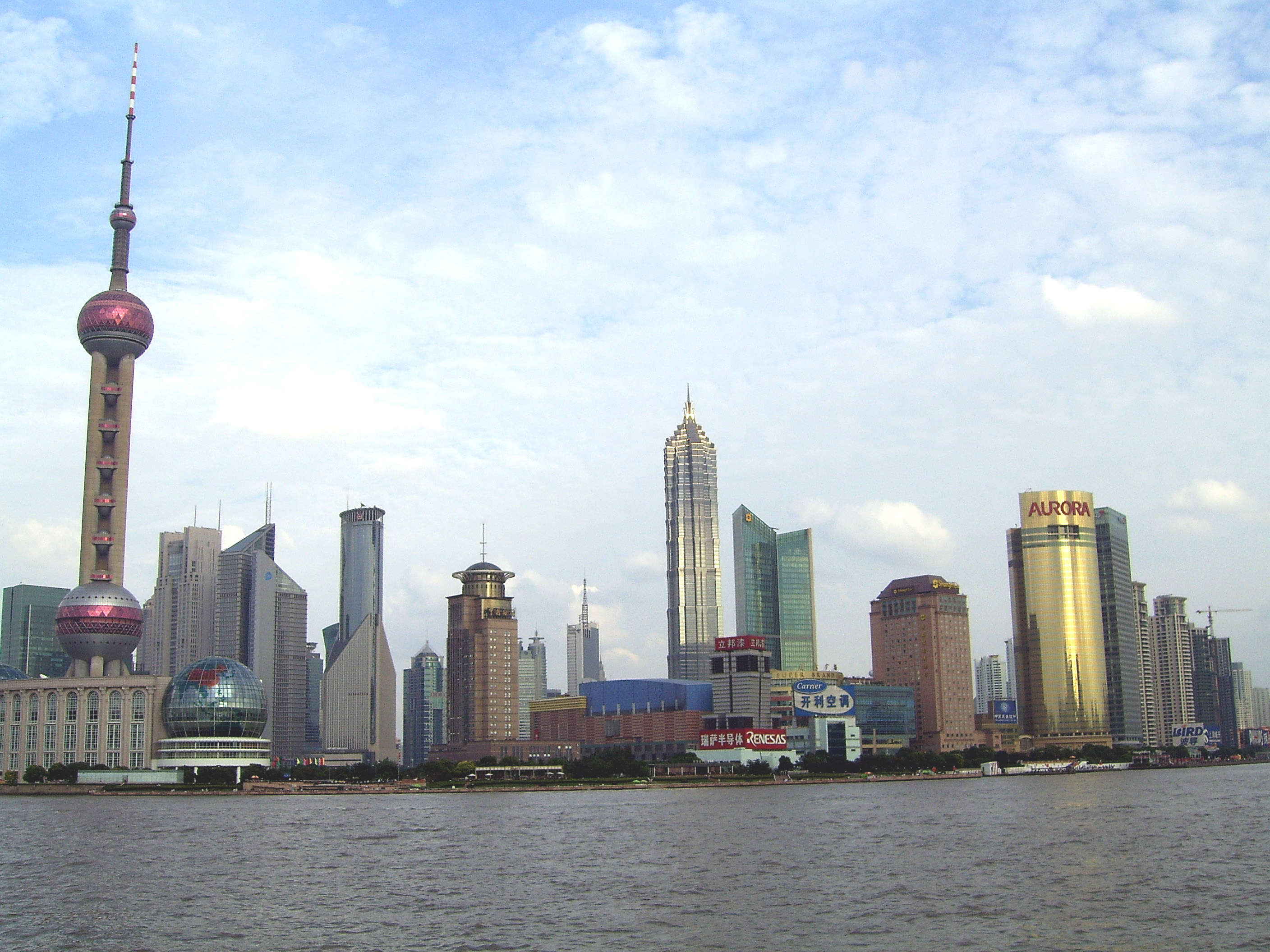
Putung
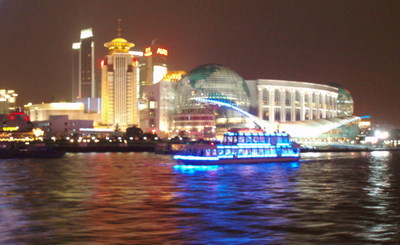
Putung a Huangpu-folyótól este
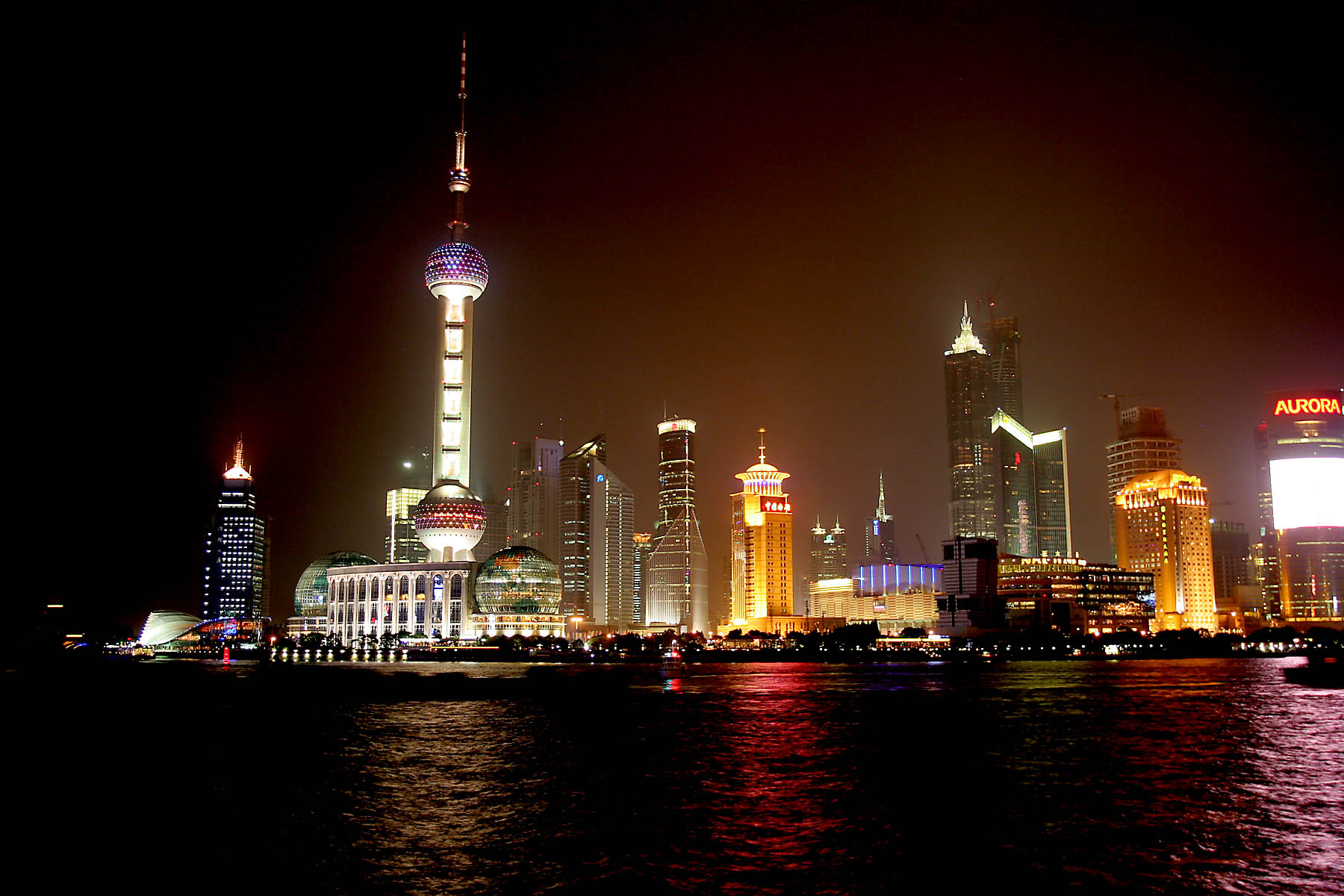
Putung látképe este
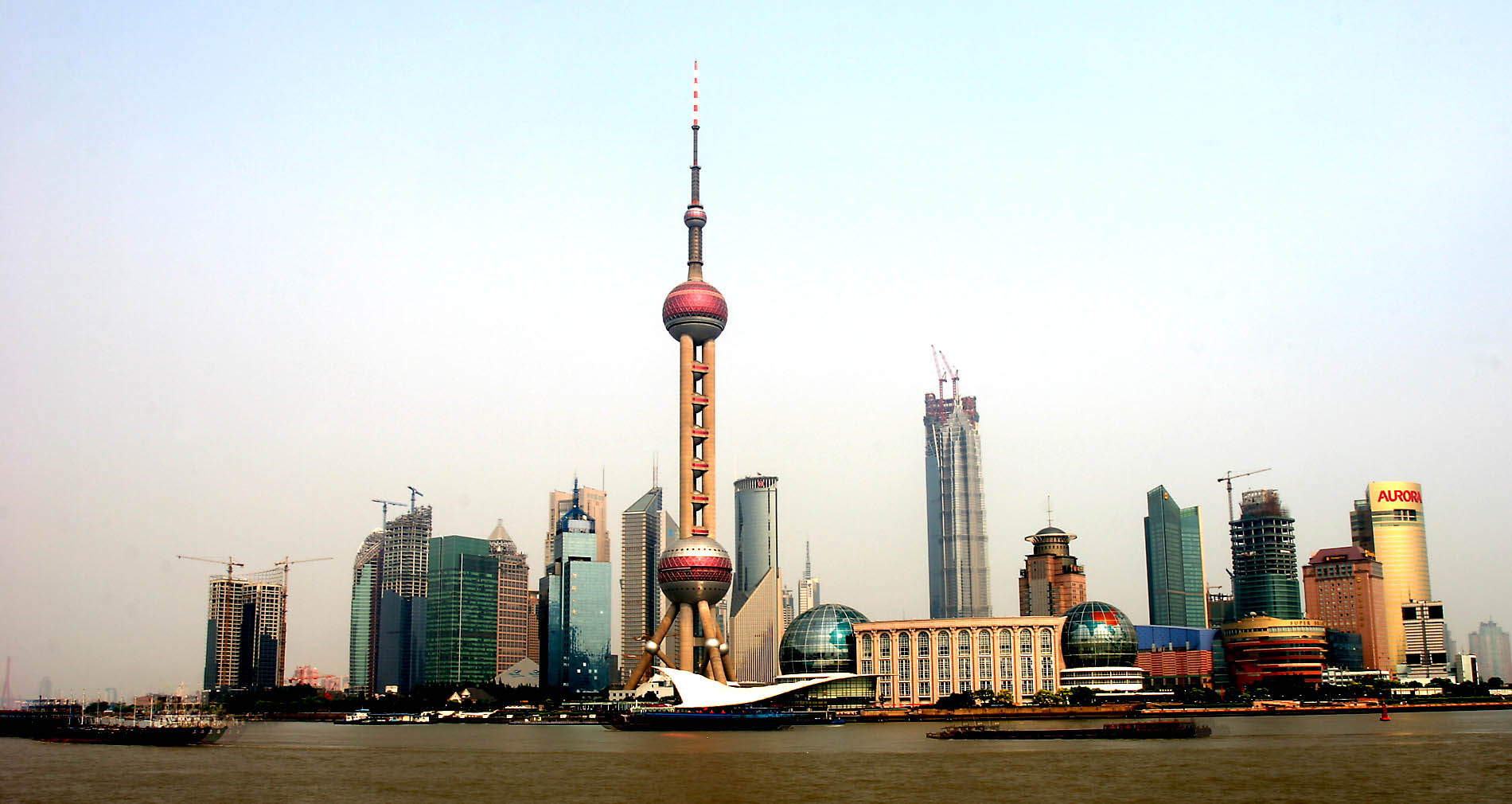
Pudong látképe HDR technikát használva
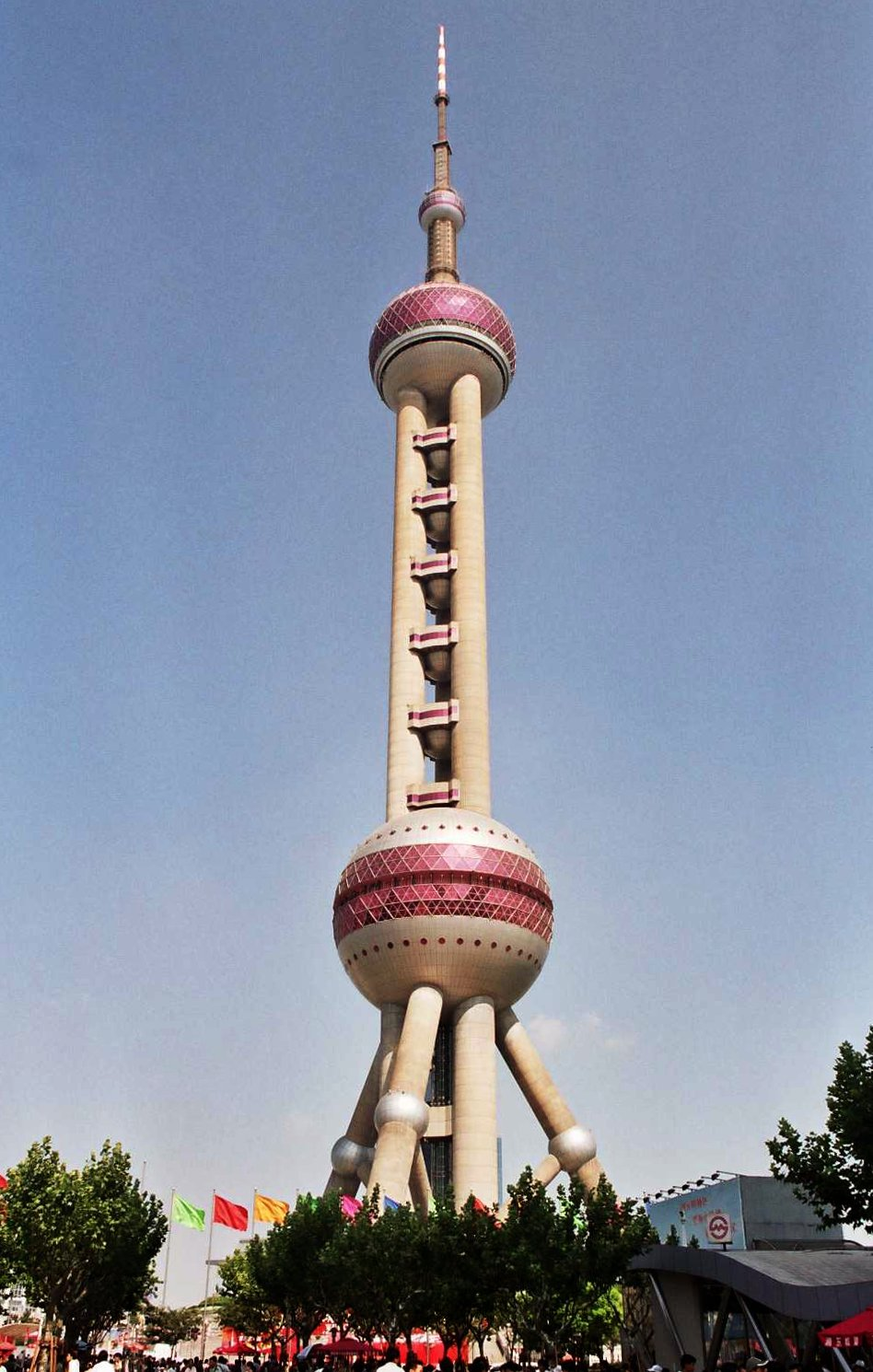
Az Oriental Pearl Tower
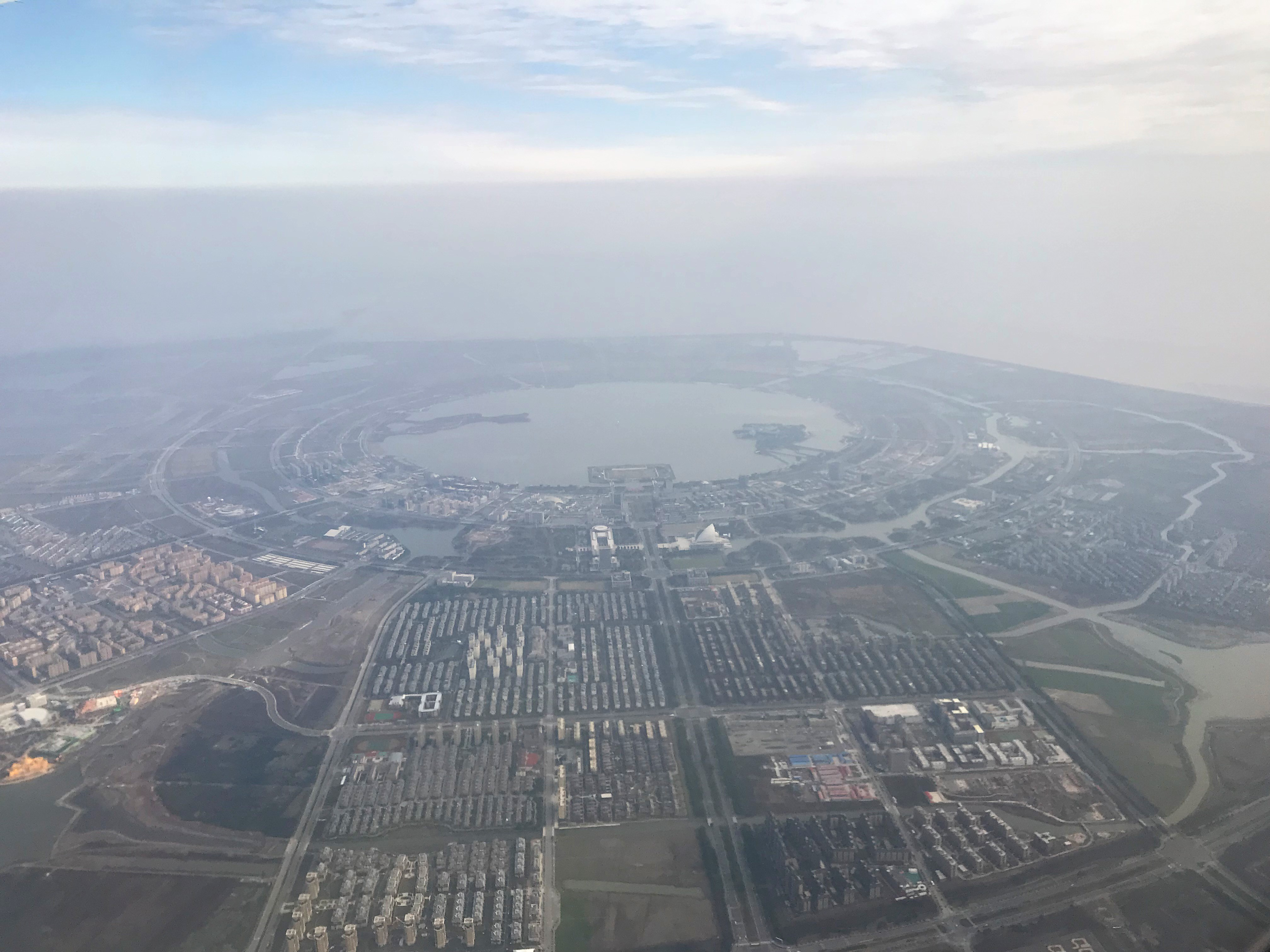
Lingang New City(wd)